# Pomaderris andromedifolia
Pomaderris andromedifolia är en brakvedsväxtart. Pomaderris andromedifolia ingår i släktet Pomaderris och familjen brakvedsväxter.

## Underarter
Arten delas in i följande underarter:
- P. a. andromedifolia
- P. a. confusa